# Serena Mossi
Serena Mossi (* 5. Januar 2003) ist eine italienische Ruderin. 2023 wurde sie Weltmeisterin im Leichtgewichts-Zweier ohne Steuerfrau.

## Sportliche Karriere
Mossi gewann mit dem italienischen Achter die Bronzemedaille bei den Junioren-Weltmeisterschaften 2019 und die Silbermedaille im Vierer ohne Steuerfrau. Zwei Jahre später bei den Juniorenweltmeisterschaften 2021 wurde sie Vierte mit dem Achter und Zweite im Vierer mit Steuerfrau.
2023 trat Mossi bei den U23-Weltmeisterschaften an. Zusammen mit Elisa Grisoni siegte sie im Wettbewerb der Leichtgewichts-Zweier ohne Steuerfrau mit 13 Sekunden Vorsprung. Anderthalb Monate später gewannen Grisoni und Mossi auch den Titel in der Erwachsenenklasse bei den Weltmeisterschaften in Belgrad.